# K-10 000
K-10 000 är världens största tornkran, skapad av det danska företaget Krøll Cranes A/S(en).

## Historia
K-10 000 byggdes av Kroll år 2007 och har en lyftkapacitet på 120 ton. Kranens höjd är 120 meter och bommens längd är 140 meter där basens diameter är 12 meter. Armen kan rotera med 0,4 varv per minut. Kranen har tre motvikter som tillsammans motsvarar 223 ton och klarar av att stå i vind upp mot 280 km/h.